# Hrvatski malonogometni kup – regija Zapad 2014./15.
Malonogometni kup regije Zapad je jedan od četiri kvalifikacijska regionalna kupa za Hrvatski malonogometni kup za sezonu 2014./15., igran na području zapadne Hrvatske. Kup je osvojio klub "Rab".

## Sustav natjecanja
Kup se igra jednostrukim kup-sustavom krajem 2014. i početkom 2015. godine. U natjecanju sudjeluju futsal klubovi iz 2. HMNL - Zapad i 1. HMNL koji nemaju osiguran plasman u Hrvatski malonogometni kup, te pobjednici županijskih kupova s ovog područja. Pobjednik stječe pravo nastupa u Hrvatskom kupu za 2014./15. 

## Rezultati

### Prvi krug
| par                              | rez.     | napomene, izvještaji      |
| -------------------------------- | -------- | ------------------------- |
| Histria Oprtalj - Albona Labin   | 0:3 p.f. | "Albona" prošla bez borbe |
| Kvarner Matulji - Gorovo Opatija | 3:10     | [ 1 ]                     |
| Otočac - Rab                     | 2:3      | [ 1 ]                     |

### Poluzavršnica
| par                           | rez. | napomene, izvještaji |
| ----------------------------- | ---- | -------------------- |
| Albona Labin - Gorovo Opatija | 3:6  | [ 1 ]                |
| Rab - Kastav                  | 11:6 | [ 1 ]                |

### Završnica
| par                  | rez. | napomene, izvještaji              |
| -------------------- | ---- | --------------------------------- |
| Rab - Gorovo Opatija | 7:6  | igrano 3. siječnja 2015. u Otočcu |

## Vanjske poveznice
- hns-cff.hr, Hrvatski malonogometni kup
- crofutsal.com, Hrvatski malonogometni kup